# Ferdinand II. Aragonski
Ferdinand II. Aragonski (10. marec 1452, † 23. januar 1516
) imenovan tudi Ferdinand Katoliški, kralj Aragonije(1479-1516) in Kastilije (kot Ferdinand V., 1474-1504), Sicilije (1468-1516) Neaplja (kot Ferdinand III., 1504-1516). Bil je tudi regent kastiljske krone od 1507 do 1516, ker njegova hči, Ivana I. Kastiljska ni bila zmožna opravljati položaja.

## Biografija

### Otroštvo
Ferdinand, sin Janeza II. Velikega in njegove druge žene Ivane Enríquez, je bil na voljo njegove matere rojen na območju Aragonije.
Pri samo šestih letih je od očeta Janeza II. dobil naziv vojvoda Montblanca ter grof Ribagorza (25.7.1458). 

### Dedič aragonske krone in poroka z Izabelo I. Kastiljsko
Ferdinand je postal dedič aragonske krone po smrti polbrata Karla, princa Ivana (1461). V mestu Calatayud je bil okronan za Aragonskega kralja. Med katalonsko državljansko vojno (1462-1472) se je seznanil z upravljanjem državne uprave.
Izabela, polsestra Enriqueja Kastiljskega, je po smrti svojega bratranca, Alfonza Kastiljskega (1468) postala znana kot dedinja Kastilije. Ferdinandov oče, Janez II., je hotel poroko 
med svojim sinom in Izabelo, da bi združil dve kroni, kar mu je tudi uspelo. V palači Vivero v Valladolidu sta se oktobra leta 1469 poročila Ferdinand in mlada kastiljska princesa. Obstajal pa je velik problem: zakonca sta bila bratranca (njuna dedka sta bila brata.)

#### Izabela in Ferdinand
Izabela in Ferdinand sta se povzpela na prestol prek Kastiljske nasledstvene vojne, ki je trajala med letoma 1475 in 1479. Šlo je za vojno med privrženci Ivane (poznane tudi pod vzdevkom la Beltraneja) iz rodbine Trastámara, domnevne hčere pokojnega kralja Henrika IV. Kastiljskega in Izabele, ki je bila kraljeva polsestra. Ta vojna je imela dvojni značaj - državljanske in mednarodne vojne. Izabela je bila namreč poročena s Ferdinandom, naslednikom aragonske krone, Ivana pa se je poročila z Alfonzom V. Portugalskim. Portugalsko je podpirala Francija, ker je želela preprečiti, da bi se njen tekmec za nadvlado nad območji Italije združil s Kastilijo. Vojna se je končala 4. septembra 1479 s podpisom Tordesilljske pogodbe. Ivana se je odrekla svojim pravicam in morala do smrti ostati v samostanu. Izabela in Ferdinand sta bila tako priznana kot kraljica in kralj Kastilije.
Ferdinand II. je po dolgih razpravah s kastiljskim plemstvom dosegel podpisati segovski sporazum, ki pravi, da je so-regent Kastilije, z enakimi pravicami kot Izabela. Ferdinand je tako lahko aktivno sodeloval v upravljanju vojske (pomagal je predvsem v bikovi bitki (1476), ki se je po njegovi zaslugi končala s strateško zmago). Od leta 1476 do 1477 je bil upravnik Santiažanovega reda.
Papež Aleksander VI. je Izabeli I. Kastiljski in Ferdinandu II. Aragonskem podelil naziv Katoliška kralja. Njuno vladanje v španski zgodovini velja kot tranzicija iz srednjega veka v novi vek. Z njuno zakonsko zvezo sta se v rodbini Trastámara združili dve kroni: Kastiljsko in Aragonsko kraljestvo. Združitev kron je pomenila prvi korak Španije k razvoju enotne države. 4. septembra 1479 se je končala vojna. Ivana se je s podpisom sporazuma v Alcáçovasu odrekla svojim pravicam in zato morala do smrti ostati v samostanu Coímbra. Izabela I. se je tako spremenila v kraljico Kastilije. V istem letu 20. januarja je Ferdinand nasledil svojega očeta Janeza II. in postal kralj Aragonije. Vendar o trdni zvezi dveh kron lahko govorimo šele od leta 1475, po Segovskem sporazumu (kasneje potrjen tudi v Calatayudskem sporazumu 1481), v katerem piše, da je Ferdinand imenovan za kralja Kastilije kot Ferdinand V. skupaj z ženo Izabelo I.. Vendar pa kraljica Izabela I. ni imela enakih pravic kot Ferdinand V., saj v času aragonske krone še ne moremo govoriti o saličnem zakonu, ki bi to dovolil.
V Aragonskem kraljestvu Ferdinand ni spremenil političnega tradicionalnega sistema, ki je otežil koncentracijo moči v rokah kralja. V Kastiliji je predstavil aragonske institucije konzulatov (kot npr. Morski konzulat) in sindikatov s pomočjo katerih je izboljšal kastiljski ekonomski razvoj, predvsem na področju trgovanja z volno.

### Širjenje ozemlja
Od leta 1492 dalje se je Ferdinand osredotočil na širitev svojega ozemlja proti vzhodu, preko Sredozemlja, predvsem na območje Italije in severa Afrike. S pomočjo Barcelonske pogodbe (1493), je ponovno osvojil Rosellón in mesto Cerdaña, ki sta bila okupirana s strani Francije od leta 1463. V Italiji ustanovi koalicijo Sveta liga, v katero so vključene Papeške države, Benetke, Švica, Sveto rimsko cesarstvo in Anglija, ki se bori proti Franciji. Zaradi vojaške uspešnosti in znanja kralja so uspeli pridobiti ozemlje Neaplja in Sicilije, ki sta bila prej pod francosko oblastjo. Ferdinandova obramba pred Francijo je vključevala poroke, med kraljevimi družinami z različnih evropskih mest, z namenom, da bi tako osamila Francijo. Njegovi hčeri Izabela (po njeni smrti) in Marija sta se poročili z Emanuelom I. Portugalskim; Janez z Margareto Avstrijsko; Ivana s Filipom I. Kastiljskim (znanim tudi pod imenom Filip Lepi) in Katarina z Arturjem, princem Walesa, in po njegovi zgodnji smrti z njegovim bratom Enriquejem VIII. Angleškim.) 

### Krištof Kolumb in odkritje Amerike
V Kolumbovih časih je postala Svilna cesta, trgovska pot do vzhodne Azije, nevarna, ko se je končalo obdobje, ko so Mongoli vzdrževali mir. V 1480-ih letih je z brati razvil idejo da bi dosegel Indijo s plovbo proti zahodu. Idejo je večkrat predstavil portugalskemu kralju Ivanu II., a je ta po posvetu s svetovalci zavrnil financiranje. Zato je odšel h Ferdinandu Aragonskemu in Izabeli Kastiljski, ki sta kljub začetnemu nasprotovanju nazadnje popustila in zagotovila financiranje. Tako je Kolumb leta 1492 prečkal Atlantski ocean in 12. oktobra dosegel Ameriko pod zastavo kastiljske Španije. Pri tem Kolumb ni odkritelj samega celinskega dela Amerike; tega je šele leta 1497 prvi dosegel italijanski raziskovalec Giovanni Caboto. Leta 1500 je bil zaradi obtožb o tiraniji in nesposobnosti pri upravljanju odkritih ozemelj skupaj z brati aretiran ter razrešen funkcij, ki so mu pripadale po pogodbi. Nekaj tednov kasneje ga je kralj Ferdinand osvobodil, mu povrnil premoženje in financiral še zadnjo odpravo. Po Kolumbovi smrti so njegovi dediči za uveljavitev pravic sprožili vrsto sodnih postopkov proti Kastiljski kroni, ki so trajali še več desetletij in dobili skupno ime pleitos colombinos (»kolumbovske tožbe«).
V najširši javnosti je še vedno zasidrana ideja, da je Kolumb odkril Ameriko, v resnici pa je njegov zgodovinski pomen zapletenejši. Natančno povedano so jo odkrili predniki sedanjih staroselcev, ko so prečkali kopenski most na mestu sedanjega Beringovega preliva in jo naselili. Kolumb ni bil prvi Evropejec, ki je ugledal Ameriko, bil pa je prvi, ki je ponesel vest o odkritju nazaj do Evrope in s tem prvič vzpostavil trajen stik med prebivalci obeh vélikih kopenskih mas. Leto 1492 velja tudi v stroki za mejnik v zgodovini ameriške celine; tako denimo izraz predkolumbovsko označuje ljudstva in civilizacije na tem območju pred prihodom evropskih (španskih in portugalskih) osvajalcev konec 15. stoletja.
Na podlagi večine njegovih zapisov je možno sklepati, da je bil Kolumb do konca življenja prepričan, da je priplul do vzhodnih obal Azije, ne do povsem nove celine. Po drugi strani je ob odkritju veletoka Orinoko v svoj dnevnik zapisal, da gre za »mogočno, dotlej neznano celino«, vendar je kasneje nenavadna ozemlja interpretiral kot »raj na zemlji«, ki je bil, po mnenju takratnih teologov, na koncu Orienta.

### Nasledstvo
Po smrti Izabele (1504), je Ferdinand razglasil svojo hčer Ivano za kraljico Kastilije in prevzel vajeti vladanja v svoje roke. Filip, Ivanin mož, pa se ni hotel odpovedati svoji moči, zato je v Salamanškem soglasju (1505) sklenil skupno vladanje Filipa in Ivane kot kralja in kraljice, Ferdinand pa je bil le še guverner. Ferdinand se je leto po smrti Izabele I. Kastiljske poročil z osemnajstletno Germano de Foix, nečakinjo kralja [Ludvika XII.. Ta poroka je povzročila ogromno razburjenje med kastiljskim plemstvom, ker so si to razlagali kot, da Ferdinand noče, da njegova hči Ivana I. in Filip I. Kastiljski podedujeta aragonsko krono. Z Germano de Foix je v letu 1509 imel še enega otroka, sina Ivana, ki bi postal kralj Aragonije, če ne bi bil umrl kmalu po rojstvu.

#### Ivana in Filip
Leta 1506, ko sta se poročila Ivana I. in Filip I. Kastiljski, so se pojavili nesporazumi med Ferdinandom II. Aragonskim in njegovim zetom. Filipa je podpiralo kastiljsko plemstvo, ki je ustanovilo skupino el grupo filipista, Ferdinanda II. pa zastopniki mest, ki so ustanovili skupino el grupo aragonés. Vse se je končalo z Villafáfilijevem sporazumom, ki pravi, da se je Ferdinand II. umaknil v  Aragonijo, Filip Lepi pa je bil razglašen za kralja Kastilije kot Filip I. Kastiljski.

#### Francisco Jiménez de Cisneros
25. septembra 1506 Filip I. Kastiljski umre. Zaradi Ivanine nesposobnosti mora Francisco Jiménez de Cisneros prevzeti odgovornost moči kakor predsednik kastiljskega sveta do vrnitve Ferdinanda II. Ko se je Ferdinand vrnil, je takoj dosmrtno zaprl svojo hčer v Tordesillas. Vladal je kot kastiljski regent, vendar se je posvetil Italiji (bil je del Kambrejske lige (1511), ki je bilo zavezništvo proti Beneški Republiki), zato je pustil kastiljsko vlado Kardinalu Cisnerosu. 

### Ferdinandova smrt in oporoka
Umrl je 23. januarja 1516 v mestu Madrigalejo, Cáceres. V njegovi zapuščini je posvetil celo posestvo in last svoji hčeri, pod pogojem da ne zasede položaja vladarja Kastilije in Aragonije, v primeru, da to stori, zapuščino dobi Karel de Gante (kasneje: Karel I. Španski ali Karel V. Habsburški). Svojemu sinu Alfonzu Aragonskemu je dodelil položaj regenta Aragonije ter Kardinalu Cisnerosu položaj regenta Kastilije.
26. 4. 1515 je Ferdinand v oporoki zapisal, da določeni služabniki dobijo nekaj njegove dediščin, prav tako njegov sin Alfonz Aragonski, vnuk Ferdinand in njegova žena Germana de Foix. V oporoki je izrazil željo, da bi rad bil pokopan v Kraljevi kapeli v Granadi, skupaj s prvo ženo Izabelo I. Kastiljsko.

## Poroke in otroci

### Poroka z Izabelo
Ferdinandov oče, Janez II. Aragonski se je na skrivaj domenil za zakon med Ferdinandom in Izabelo (takrat razglašeno za asturijsko princeso). Ferdinand naj bi se bil poročil s hčerjo Ivana Pacheca. Izabela je sicer želela zakon s Ferdinandom, a obstajal je velik problem: Ferdinand in Izabela sta bila bratranca; njuna dedka sta bil brata. Zato sta potrebovala odobritev papeža. Papež pa ni hotel podpisati tega dokumenta, ker bi lahko posledice bile grozne.
Vendar pa je papež hotel to poroko, zaradi koristi, ki bi jih prinesla. Papež je tako imenoval Alejandra VI. (prej: Rodrigo de Borja) kot papeževega odposlanika, da je lahko podpisal ta dokument, in tako omogočil to poroko. 19. oktobra 1469 sta se Ferdinand in Izabela poročila v palači Vivero v Valladolidu.
Imela sta 5 otrok:
- Izabela Aragonska (1470 - 1498), Asturijska princesa (1497 - 1498). Poročila se je z Alfonzom Portugalskim, ko je ovdovela se je ponovno poročila z Emanuelom I. Portugalskim (bratranec in svak pokojnega portugalskega kralja Ivana II.) a je med porodom sina, Miguela de Paz, umrla.
- Ivan (1478 - 1497) asturijski princ. Poročil se je z Margareto Avstrijsko, ki je bila hči nemškega cesarja Maksimilijana I.. Po šestih letih skupnega življenja je Ivan umrl v Salamanci, zaradi hude vročine[13].
- Ivana I. Kastiljska (1479 - 1555) asturijska princesa (1500-1504). Leta 1496 se je poročila s Filipom Lepim (sin Maksimilijana I. Habsburškega). S tem zakonom je v Španijo vstopila nova rodbina: Habsburžani. Leta 1500 je rodila sina, Karla I., ki jo je kasneje nasledil. Bil je tudi cesar Svetega rimskega cesarstva kot Karel V. Leta 1503 je rodila sina Ferdinanda, naslednika Karla V., kasneje cesar kot Ferdinand I. Po smrti njenega moža, Filipa, jo je oče razglasil kot mentalno nesposobno in jo dosmrtno zaprl v mestu Tordesillas, kjer je tudi umrla štiri desetletja kasneje.
- Marija (1482-1517). Poročila se je z ovdovelim možem svoje sestre, Emanuelom I. Portugalskim, s katerim je imela dva otroka: Janeza III. in Enriqueja I., kardinala.
- Katarina (1485-1536). Poročila se je s princem Arturjem Valižanskim, po njegovi smrti pa z njegovim bratom Enriquejem VIII. Tako je postala angleška kraljica.

### Poroka z Germano de Foix
Po smrti Izabele se je ponovno poročil z Germano de Foix, sestrično Ludvika XII. Francoskega. Poročila sta se 19. oktobra leta 1505 v provinci Dueñas. 
- Ivan (1509 - umrl je nekaj ur po rojstvu)

### Alonza Ruiz de Ivorra
Alonza in Ferdinand se nista nikoli poročila, skupaj pa sta imela dva otroka. 
- Alfonzo ali Alonzo (1470-1520) nadškof Zaragoze in namestnik aragonskega kralja.[14]
- Ivana Aragonska (??-??) grofica Castilnova

### Toda de Larrea
- Marija (opatinja samostana Nuestra Señora de Gracia el Real de Madrigal )

### Juana Pereira
- Marija Esperanza (opatinja samostana, kjer je bila opatinja tudi njena sestra Marija[15])